# Волф фон Рантцау
Волф фон Рантцау (на немски: Wolf von Rantzau; † 27 август 1620) е благородник от род фон Рантцау в Южен Шлезвиг-Холщайн.
Той е син на Паул фон Рантцау († 1565) и съпругата му Маргарета фон дер Виш, дъщеря на Йорген фон дер Виш († 1563) и Катарина фон Даме (1547 – 1577). Внук е на Волф фон Рантцау и Маргарета фон Рантцау. Правнук е на Шако III фон Рантцау († сл. 1445) и Маргарета фон Зиген.

## Фамилия
Волф фон Рантцау се жени за Ида фон Бухвалд († 8 декември 1626), дъщеря на Яспер фон Бухвалд († 1587) и Анна фон Рантцау († 1595), дъщеря на Кай фон Рантцау († сл. 1560) и Ида фон Бломе. Те имат две деца:
- Ида фон Рантцау, омъжена за Гебхард фон дер Люе, господар на Варенхаупт, син на Фолрад фон дер Люе († 1603) и Аделхайд фон Молтке
- Йезпер Рантцау, женен за Катарина фон Брокдорф (* 1591; † 2 февруари 1674), дъщеря на Детлев фон Брокдорф († пр. 1617) и Анна Ревентлов; имат две дъщери